# Niccolò II d'Este
Niccolò II d'Este (1338 - 26 maart 1388) was heer van Ferrara, Modena en Parma van 1361 tot aan zijn dood. Hij volgde in 1361 zijn broer Aldobrandino op.
Al snel ging hij een alliantie aan met de steden Verona, Padua en Mantua tegen Bernabò Visconti. Hij wist zelfs in 1367 paus Urbanus V aan zijn kant te krijgen. Gedurende de regering van Niccolò kreeg Ferrara langzamerhand de status van een kunststad. Zo gaf hij Bartolino da Novara de opdracht om het Catello Estense te bouwen.
Hij werd na zijn dood opgevolgd door zijn broer Alberto.